# Eyeball Records
Eyeball Records fue un pequeño sello discográfico de Nueva Jersey, creado el año 1995 por Alex Saavedra. Ha lanzado discos de las bandas Thursday, My Chemical Romance y Murder by Death. Debido a que estas bandas son muy populares hoy en día, la discográfica ha ganado la reputación de descubrir talentos. Eyeball Records también tiene a cargo una imprenta llamada Astro Magnetics, la discográfica y la imprenta son manejadas por Marc Debiak, Alex Saavedra y el vocalista de Thursday, Geoff Rickly.
Eyeball cerró en el 2012.

## Otras bandas de Eyeball Records
No lista exhaustiva
- Baumer
- The Feverfew
- Going Home
- Jettie
- The Killing Tree
- Kiss Kiss
- Milemarker
- New London Fire
- Signal To Noise
- Pompeii
- The Number Twelve Looks Like You
- Sleep Station
- The Tiny
- The Modern Day Saint
- Murder by Death
- The Valley Arena

## Bandas que han pasado por Eyeball Records
No lista exhaustiva
- Thursday
- My Epiphany
- Breakdown
- The Casualties
- Del Cielo
- Ariel Kill Him
- Eyehategod
- Gameface
- Interference
- The Kill Van Kull
- Oval Portrait
- Spit For Athena
- Midtown
- Pencey Prep
- My Chemical Romance
- Humble Beginnings
- The Actual